# Hendrik Brouwer

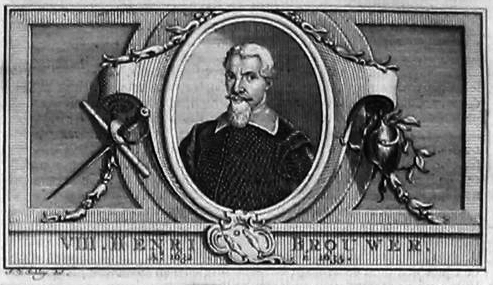
Hendrik Brouwer

Hendrik Brouwer, znany również jako Enrique Brower (ur. w 1581, zm. 7 sierpnia 1643 w Valdivia w Chile) – holenderski odkrywca i żeglarz Holenderskiej Kompanii Wschodnioindyjskiej (hol. Vereenigde Oostindische Compagnie (VOC)). 
W latach 1610-13 odkrył nową, szybszą trasę żeglugi do Holenderskich Indii Wschodnich, wykorzystującą silne zachodnie wiatry w pasie wód ryczących czterdziestek na półkuli południowej. 
W latach 1632-36 był gubernatorem generalnym Holenderskich Indii Wschodnich.

## Szlak Brouwera
16 kwietnia 1610 Brouwer objął dowództwo trzech statków płynących z Holandii do Holenderskich Indii Wschodnich. 
Podczas tej wyprawy Brouwer odkrył nowy szlak żeglugi z Afryki południowej do Holenderskich Indii Wschodnich wykorzystujący silne zachodnie wiatry w pasie wód ryczących czterdziestek na półkuli południowej. Dotychczas statki VOC płynęły do Indii Wschodnich wedle kursu wytyczonego przez Portugalczyków, opływając Afrykę, mijając Mauritius i Sri Lankę.
Bouwer jednak zmienił kurs i od Przylądka Dobrej Nadziei w Afryce południowej pożeglował na wysokość 36°S – słynnych ryczących czterdziestek. W tym pasie wód płynął na wschód w kierunku zachodnich wybrzeży Australii przez ok. 3500 mil morskich (ok. 7400 km). Następnie zrobił zwrot na północ i przez Cieśninę Sundajską dotarł na Jawę. Podróż trwała mniej niż 7 miesięcy, a Brouwer stracił jedynie dwóch członków załogi. 
Nowy szlak Brouwera pozwolił na skrócenie podróży do Indii Wschodnich z 16-18 do ok. 6-7 miesięcy. Ponadto nowa trasa omijała Kanał Mozambicki pomiędzy Mozambikiem a Madagaskarem kontrolowany przez Portugalię a także drogę morską na wschód od Madagaskaru, gdzie żegludze zagrażały niebezpieczne prądy morskie. Chłodniejszy klimat na południu pozwalał również na dłuższe przechowywanie żywności, co przyczyniło się do zmniejszenia zachorowań i zgonów wśród żeglarzy.
Bouwer o swym odkryciu niezwłocznie poinformował kierownictwo VOC. W 1617 VOC wydał oficjalną instrukcję (hol. Seynbrief) dla komandorów i szyprów zobowiązującą ich do żeglugi drogą Brouwera. Ustalono nawet nagrody za szybką żeglugę: 150 guldenów za podróż trwającą mniej niż 9 miesięcy oraz 600 guldenów, gdy statek dopłynął do Indii w ciągu 7 miesięcy.
Ponieważ nie można było wtedy dokładnie określić długości geograficznej, często zdarzało się, że statki żeglowały zbyt daleko na wschód, docierając do zachodnich wybrzeży Australii. Wiele jednostek holenderskich zatonęło, m.in. Tryall (1621), Batavia (1629), VerguldeDraeck (1656), Zuytdorp (1712) i Zeewijk (1727).

## VOC
W latach 1612-14 Brouwer kierował holenderską misją handlową na wyspie Dejima niedaleko Nagasaki w Japonii. W tym czasie zawarł umowy handlowe z Syjamem (obecnie Tajlandia).
W 1632 Brouwer uczestniczył w delegacji do Londynu, by mediować w sporze pomiędzy VOC a Brytyjską Kompanią Wschodnioindyjską.
W latach 1632-36 Brouwer pełnił funkcję gubernatora generalnego w Holenderskich Indiach Wschodnich.

## Wyprawa do Chile
VOC, podobnie jak Holenderska Kompania Zachodnioindyjska (hol. Geoctroyeerde West-Indische Compagnie (WIC)), interesowała się również handlem z Ameryką Południową. Kompanie zdecydowały o wysłaniu wspólnej ekspedycji do Chile. W 1643 dowództwo wyprawy powierzono Brouwerowi, a jego zastępcą został Elias Herckmans z WIC. Celem wyprawy było zajęcie kopalń złota oraz zawarcie umów handlowych z Indianami, by przełamać dominację hiszpańską w tym regionie. Ponadto Brouwer miał za zadanie zorientować się czy Holendrzy mogliby zająć Peru. Baza Holendrów miała powstać w Valdivii w Chile. Flota pożeglowała przez Cieśninę Le Maire’a do okupowanej przez Holandię Brazylii, gdzie gubernatorem był John Maurice z Nassau. Następnie udała się do Chile, gdzie Brouwer zawarł pakt z Indianami Araukanami przeciwko Hiszpanom, a Indianie pomogli Holendrom zdobyć Valdivię. 
Jednak nagła śmierć Brouwera 7 sierpnia 1643 zmieniła losy wyprawy. Brouwer został pochowany w Valdivii, którą nazwano na jego cześć Bouwershaven. Dowództwo przejął zastępca Brouwera Elias Herckman, który przybył do Valdivii 24 sierpnia. Jednak Indianie wkrótce przestali współpracować a wśród podległych Herckmanowi żołnierzy doszło do buntu. Po około rocznej okupacji Valdivii, Herckman był zmuszony wycofać się do holenderskich portów w Brazylii. 
Wyprawa zakończyła się fiaskiem pod względem militarnym i handlowym. Jedyną zdobyczą było przypadkowe odkrycie geograficzne - Bouwer stwierdził, że ląd na południowym krańcu Ameryki Południowej, znany dotychczas pod nazwą Staten Landt nie był częścią nieznanej Terra Australis, lecz wyspą. Ponadto Bouwer doszedł do wniosku, że pomiędzy Staten Landt a Nową Zelandią nie rozciąga się żaden kontynent. 
W tym samym czasie Abel Tasman podążał ku Nowej Zelandii. Nie wiedząc jeszcze o odkryciu Bouwera, Tasman nazwał ją Staten Landt, zakładając, że jest połączona ze znanym już lądem Staten Landt na południowym krańcu Ameryki Południowej. Decyzję o zmianie nazwy wyspy ze “Staten Landt” na “Zeelandia Nova” podjęto po odkryciach Bouwera.